# Frappe et court
Un frappe et court (en anglais : hit and run) est une stratégie offensive au baseball. On l'appelle aussi parfois court et frappe.

## Description
Pour réaliser un frappe et court, il faut obligatoirement un coureur sur les buts (ou bases). Il peut y avoir plusieurs coureurs, mais un minimum d'un est nécessaire. Généralement, il sera réalisé avec ce coureur au premier but.
Lorsque le lanceur de l'équipe en défensive effectue son tir vers le frappeur, le coureur au premier but amorce immédiatement sa course vers le deuxième but comme s'il s'agissait d'une tentative de vol de but. Le frappeur a ordre de s'élancer et frapper la balle lancée par le lanceur adverse. 
L'utilité de cette stratégie offensive est de donner au coureur une longueur d'avance lorsque la balle est frappée et placée en jeu. Si le frappeur réussit un coup sûr, le coureur, au lieu d'avancer d'un seul coussin, pourra avancer de plusieurs. De plus, lors d'une tentative de vol de but, un joueur du club en défensive doit se diriger vers le deuxième but pour recevoir l'éventuel relai du receveur et espérer retirer le coureur en tentative de vol. Le déplacement de ce joueur en défensive crée une ouverture à l'avant-champ : si la balle est frappée dans cet endroit laissé vacant par le joueur de position, elle a de bonnes chances de percer l'avant-champ et d'aboutir au champ extérieur pour un coup sûr.
Le frappe et court est une stratégie risquée qui, si elle est bien réussie, offre un net avantage à l'équipe en attaque : la possibilité de bien placer sa frappe à un endroit laissé vacant par la défensive, et la possibilité de gagner plus d'une base.
En revanche, le frappeur n'a d'autre choix que de s'élancer, même si le tir effectué par le lanceur adverse pourrait être un mauvais lancer à frapper. Le succès de sa frappe n'est donc pas assuré et il n'est pas certain qu'il réussisse le coup sûr. S'il s'élance et est incapable de faire contact avec la balle, le frappe et court est donc raté : le frappeur voit une prise appelée contre lui et il y a possibilité que le coureur soit retiré en tentative de vol. De plus, si le frappeur fait un mauvais contact et que sa frappe résulte en une fausse balle, le jeu reprendra avec le coureur à sa base de départ et la stratégie du frappe et court, qui profitait d'un effet de surprise, est dévoilée au club en défensive. Il serait alors moins probable que l'équipe à l'attaque tente immédiatement de répéter la stratégie. Il est rare que le jeu soit commandé alors qu'il y a un compte de deux prises contre le joueur au bâton : s'il ne fait pas contact avec la balle, il serait retiré sur une troisième prise.
Si le frappe et court n'est pas parfaitement réussi et que le frappeur ne touche pas à la balle ou voit sa frappe récupérée par le club en défensive pour un retrait au premier but, tout n'est pas perdu pour le club en offensive : le coureur, avec l'avance obtenue, sera sans doute sauf au deuxième coussin, privant la défensive d'une possibilité de réussir un double jeu.